# Pipino de Heristal
Pipino II de Heristal o Pipino el Joven (del latín: Pippinus; Herstal, circa 635-Jupille, Bélgica, 16 de diciembre de 714) fue mayordomo de palacio de Austrasia. Hijo de Ansegisel y de Bega de Cumberland, hija de Pipino el Viejo.
Importante propietario terrateniente, gozaba de un gran número de adeptos que reforzaron su poderío y el de sus sucesores. Mucho más prudente que su tío Grimoaldo I el Viejo, no se aprovechó de su situación para colocar a su familia desplazando a los merovingios.
Tras el asesinato de Dagoberto II, se erigió en cabeza de la aristocracia austrasiana contra las pretensiones hegemónicas del mayordomo de palacio Ebroín y atacó a Neustria, combatiendo cerca de Laon, donde fue derrotado por Ebroín y tuvo que huir. 
Cuando Ebroín murió asesinado en 681, Pipino se reconcilió con el mayordomo de palacio de Neustria, Waratton, reconociendo a Teoderico III (Thierry) como rey franco, pero en cuanto pudo levantar un nuevo ejército, decidió enfrentarse a Berchaire, sucesor de Waratton y, en 687, obtuvo una victoria decisiva sobre los neustrianos en la batalla de Tertry, capturando a Teoderico III poco después.
Pipino II reconoció de nuevo como rey a Teoderico III de forma nominal, pero se erigió Mayordomo de Palacio de todo el Reino Franco, concentrando el poder efectivo en su propia persona. Durante los siguientes años, impuso la autoridad franca sobre los alamanes, los frisones y los francones, ayudando a las primeras misiones evangelizadoras en Germania alrededor de 695.
Su sucesión fue difícil: sus hijos Drogo y Grimoaldo murieron antes que él, quedando sus nietos pequeños, Teodoaldo y Hugo, a cargo de su viuda Plectruda, hija del senescal Hugobert. Plectruda actuó como regente de su nieto Teodoaldo por testamento dado en vida por Pipino, donde a su muerte lo nombró mayordomo mayor de Francia y le dio el título de conde de Flandes. Carlos Martel, hijo ilegítimo de Pipino de Heristal, se les enfrentó en combate junto a su ejército, mientras atravesaban Europa de camino a Alemania en busca de ayuda, y les derrotó en Colonia. Plectruda, para salvar la vida de su nieto Teodoaldo, se vio obligada a ceder su herencia a favor de Carlos Martel y Teodoaldo se exiliió junto a su madre, la condesa alemana Thiadsvind. Carlos Martel dio inicio a la era de los Carolingios.